# Trias
| Cenozoïcum                                 | Paleogeen | jonger |
| Cenozoïcum                                 | Paleogeen | 66,0   |
| Mesozoïcum                                 | Krijt     |        |
| Mesozoïcum                                 | Krijt     | 145,0  |
| Mesozoïcum                                 | Jura      |        |
| Mesozoïcum                                 | 201,3     |        |
| Mesozoïcum                                 | Trias     |        |
| Mesozoïcum                                 | 252,2     |        |
| Paleozoïcum                                | Perm      |        |
| Paleozoïcum                                | Perm      | ouder  |
| Indeling van het Mesozoïcum volgens de ICS |           |        |

| Systeem | Serie     | Etage         | Ouderdom (Ma) | Lithostratigrafie |
| --- | --------- | ------------- | ------------- | ----------------- |
| Jura | Onder     | Hettangien    | jonger        | Lias              |
| Trias | Boven     | Rhaetien      | 201,3–208,5   | Lias              |
| Trias | Boven     | Rhaetien      | 201,3–208,5   | Keuper            |
| Trias | Boven     | Norien        | 208,5–228     |                   |
| Trias | Boven     | Carnien       | 228–235       |                   |
| Trias | Midden    | Ladinien      | 235–242       |                   |
| Trias | Midden    | Ladinien      | 235–242       | Muschelkalk       |
| Trias | Midden    | Anisien       | 242–247,2     |                   |
| Trias | Midden    | Anisien       | 242–247,2     | Buntsandstein     |
| Trias | Onder     | Olenekien     | 247,2–251,2   |                   |
| Trias | Onder     | Indien        | 251,2–252,2   |                   |
| Perm | Lopingien | Changhsingien | ouder         |                   |
| Perm | Lopingien | Changhsingien | ouder         | Zechstein         |
| Indeling van het Trias volgens de ICS en NW-Europese lithostratigrafische namen. Cursieve ouderdommen zijn slechts indicaties. |           |               |               |                   |

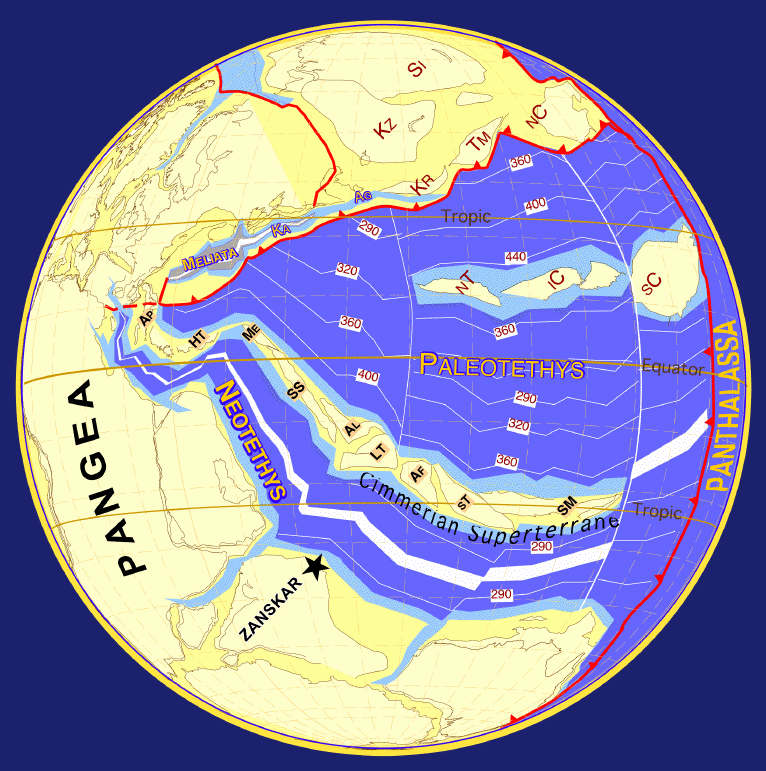
Ligging van de continenten aan het begin van het Trias (249 Ma).

Het Trias is een periode in de geologische tijdschaal van ongeveer 251,9 tot 201,3 miljoen jaar (Ma) geleden. De naam wordt in de stratigrafie ook gebruikt voor het systeem van gesteentelagen met deze ouderdom. Het Trias is de vroegste periode van het era Mesozoïcum en volgt op het Perm, de laatste periode van het Paleozoïcum. Op het Trias volgt het Jura, de tweede periode van het Mesozoïcum. Het Trias van Noordwest-Europa bestaat uit drie duidelijk te onderscheiden eenheden van gesteentelagen: Buntsandstein, Muschelkalk en Keuper. De naam Trias betekent dan ook letterlijk driedeling.
In het Trias lagen bijna alle continenten verenigd in het supercontinent Pangea, aan het einde van het Trias begon dit echter op te breken. Het klimaat was wereldwijd droog en warm en het zeeniveau nog relatief laag. Aan zowel het begin als het einde van het Trias vond een belangrijke massa-extinctie plaats. Gedurende het Trias ontstonden veel nieuwe soorten, waaronder de eerste dinosauriërs en gevleugelde pterosauriërs, soorten koralen en vroege zoogdieren. Bij de planten verschenen de eerste zaadplanten in het Trias.

## Paleogeografie en klimaat
In het Trias lagen vrijwel alle continenten aan elkaar als het supercontinent Pangea. Hoewel het supercontinent aan het einde van het Trias uit elkaar begon te riften (op de plekken van de noordelijke Atlantische Oceaan tussen het tegenwoordige Noord-Amerika en Europa/Afrika en de Indische Oceaan tussen het tegenwoordige Afrika en India) openden de nieuwe oceanen zich pas in het opvolgende Jura.
Ten westen van Pangea lag een grote oceaan, de Panthalassa. Pangea lag in het oosten in een boog om de kleinere Paleo-Tethysoceaan (noord) en de (Neo-)Tethysoceaan (zuid) heen. De twee werden van elkaar gescheiden door een langgerekt microcontinent, Cimmeria. Ten oosten van de Paleo-Tethysoceaan lagen de kleine continenten Noord- en Zuid-China, die in het Laat-Trias met elkaar collideerden (de Cathyasische orogenese). Al deze continenten bewogen langzaam naar het noorden waar ze zich uiteindelijk in de loop van het Mesozoïcum bij Laurazië (destijds het noordelijke deel van Pangea) zouden voegen.
Het klimaat was in het Trias over het algemeen droog en warm, waardoor de typische red bed-zandstenen en evaporieten werden afgezet. In geen van beide poolstreken (Pangea bedekte beide polen) kwamen gletsjers voor. Sterker, de poolstreken lijken een nat en gematigd klimaat te hebben gehad. Dankzij de enorme oppervlakte van Pangea had het grootste gedeelte van de continenten een continentaal klimaat waarin de invloed van de zee afwezig was en grote verschillen tussen de seizoenen voorkwamen. Wel moet er een sterke, de evenaar overstekende moesson zijn geweest.
Het eustatisch zeeniveau was, hoewel iets hoger dan tijdens het Perm, in het Trias nog relatief laag. Het grootste gedeelte van de continenten lag, net als tegenwoordig, boven water.

## Stratigrafie en geologie

### Naamgeving en onderverdeling
De naam Trias werd in 1834 voor het eerst gebruikt door de Duitse geoloog Friedrich von Alberti (1795-1878), die het systeem noemde naar de duidelijke driedeling in rode terrestrische sedimenten (de zogenaamde red beds van de Buntsandstein), kalksteen (Muschelkalk) en zwarte schalies (Keuper). In de officiële geologische tijdschaal van de ICS is het Trias ook in drie tijdvakken ingedeeld, deze worden Vroeg-, Midden- en Laat-Trias genoemd. Daarnaast wordt het Trias verdeeld in zeven etages.

### Gesteenten uit het Trias in Noordwest-Europa

Helgoland is opgebouwd uit Bontzandsteen van Trias-ouderdom

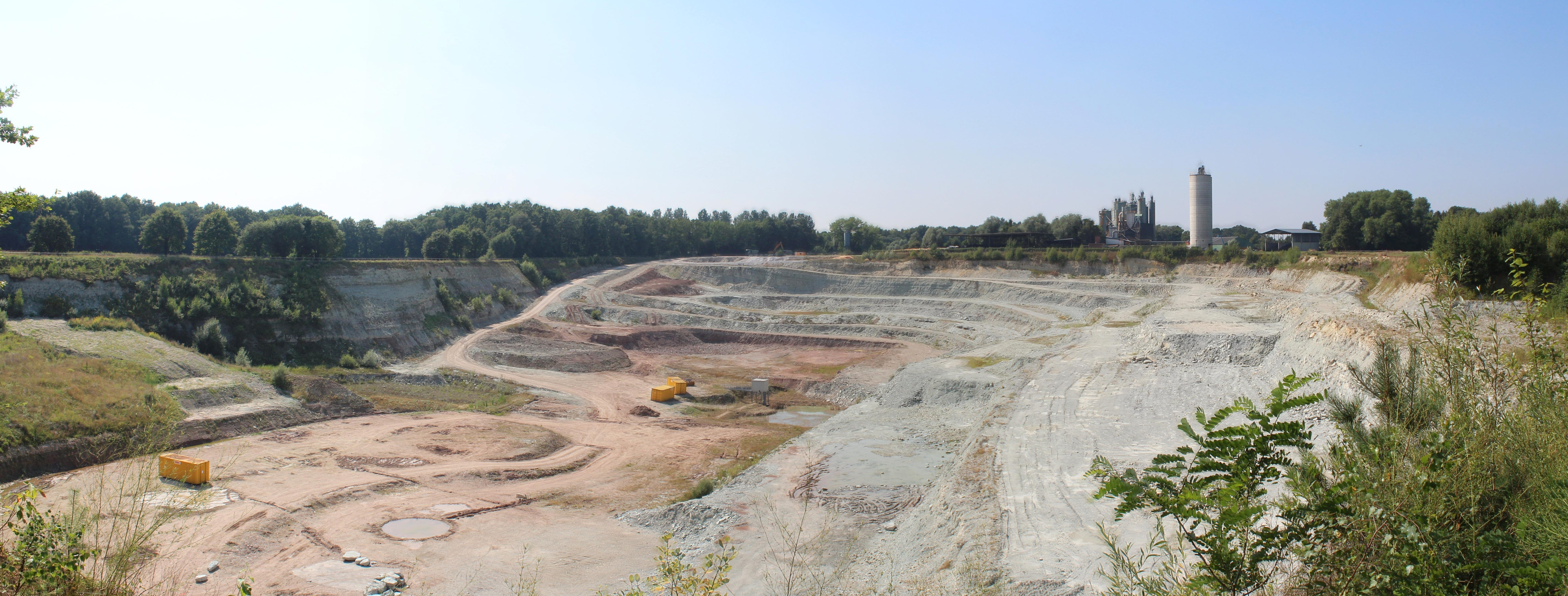
Muschelkalk in de steengroeve Winterswijk (Gld)

In Duitsland worden de namen Buntsandstein, Muschelkalk en Keuper nog steeds gebruikt voor lithostratigrafische groepen, de namen zelf worden door heel Europa gebruikt. Samen vormen deze groepen de Germaanse Trias Supergroep, die in heel Europa ten noorden van de Alpen en ten zuiden van Scandinavië voorkomt. Deze gesteenten werden afgezet in het Germaans Bekken, een grote extensiestructuur in het noordoostelijk deel van Pangea. Ze vormden in een continentaal afzettingsmilieu, waar de zee af en toe doordrong (de Muschelkalk is marien van aard).
Het opbreken van Pangea zorgde voor de vorming van slenken en bekkens. Tussen Europa en Afrika ontstond een rift, die in feite het verlengde vormde van de groter groeiende Neo-Tethysoceaan in het oosten. Voorbeelden van extensionele bekkens die in het Trias actief werden zijn de Graben van Malmedy en de Roerdalslenk. In deze slenken werden conglomeraten en zanden afgezet.
Door subsidentie van de korst had in het late Perm vanuit het zuiden de zee grote delen van Centraal-Europa overspoeld (de Tethysoceaan lag ten zuiden van het huidige Zuid-Duitsland aangezien de Alpen nog niet bestonden). De epicontinentale Zechsteinzee, die in het Laat-Perm nog van het noorden van Nederland tot Denemarken lag, was aan het begin van het Trias verdwenen. Tijdens het Anisien kwam de zee terug om de ondiep mariene facies van de Muschelkalk af te zetten. Alleen tektonisch hogere gebieden als het Londen-Brabantmassief of het Boheems Massief bleven boven water. Tijdens de Keuper zou het relatieve zeeniveau weer lager liggen en werden (voornamelijk continentale) evaporieten en zanden afgezet. Pas in het Jura zou de zee weer zijn intrede doen.
Net als het Perm is het Trias in Noordwest-Europa vergeleken met de hogere (Jura en Krijt) en lagere (Carboon en Devoon) systemen relatief dun. Triassische gesteenten dagzomen weinig in Nederland en België, het is echter wel in de ondergrond te vinden als een in het noorden gemiddeld steeds dikkere laag. Gesteenten uit het Trias komen bijvoorbeeld aan de oppervlakte langs de noordelijke rand van het Bekken van Parijs ten zuiden van de Ardennen.

### Vindplaatsen van fossielen
Een bekende vindplaats van Triassische fossielen is de Monte San Giorgio bij het Meer van Lugano in Zwitserland. De gesteenten hier zijn afgezet in een diepe anoxische lagune achter riffen. Deze situatie zorgde ervoor dat er weinig aaseters waren en de kadavers goed gefossiliseerd konden worden. Op deze vindplaats worden bijvoorbeeld vissen en zee-reptielen gevonden (waaronder de pachypleurosauria Neusticosaurus en de archosauromorpha Tanystropheus, een dier met een zeer lange nek). Landdieren komen er ook voor, zoals Ticinosuchus of Macrocnemus. Alle fossielen van de Monte San Giorgio zijn van rond de overgang tussen het Anisien en het Ladinien (ongeveer 237 Ma oud). Van 1910 tot 1912 vond de Nederlandse Timor-Expeditie plaats, waarbij veel fossielen uit het Trias van Timor werden verzameld.

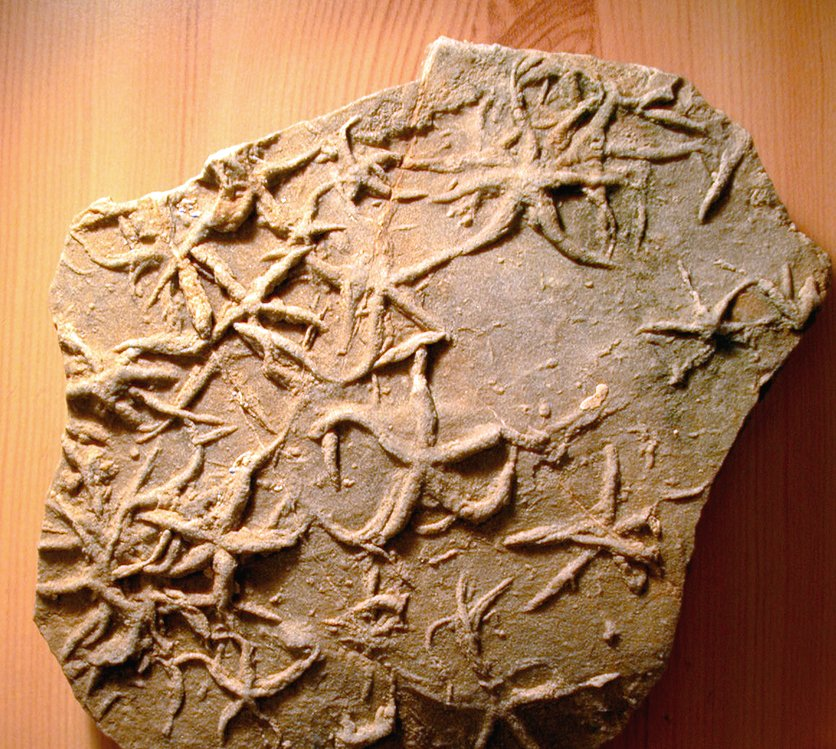
Ichnofossielen (afdrukken) van de soorten Asteriacites lumbricalis (slangsterren) en quinquefolius (gemaakt door zeesterren), in een Triassische zandsteen uit het Bekken van Parijs, Bourgondië, Frankrijk.

## Leven

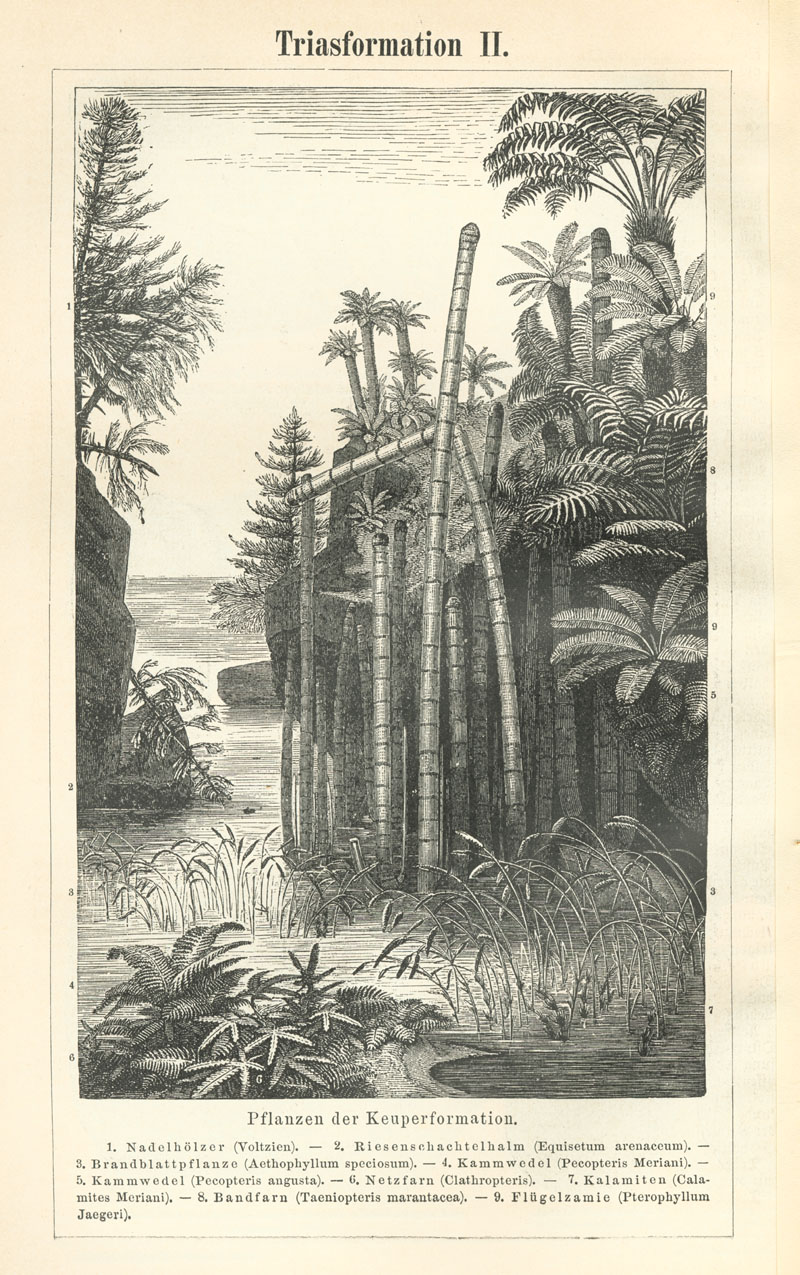
Triassische flora zoals afgebeeld in Meyers Konversations-Lexikon (1885–90)

Het Trias werd ingeleid door de Perm-Trias-massa-extinctie; het uitsterven van meer dan driekwart van alle diersoorten die leefden aan het eind van het Perm. Aan het begin van het Trias was de biodiversiteit dan ook extreem laag, wat nieuwe soorten echter de kans gaf zich te ontwikkelen. Door snelle adaptieve radiatie werden de niches die met de Perm-Trias-massa-extinctie waren vrijgekomen weer opgevuld. Sommige van de nieuwe groepen zouden in de loop van het Trias weer verdwijnen, andere zouden zich verder ontwikkelen en hun afstammelingen zouden in de latere delen van het Mesozoïcum blijven domineren.

### Marienleven

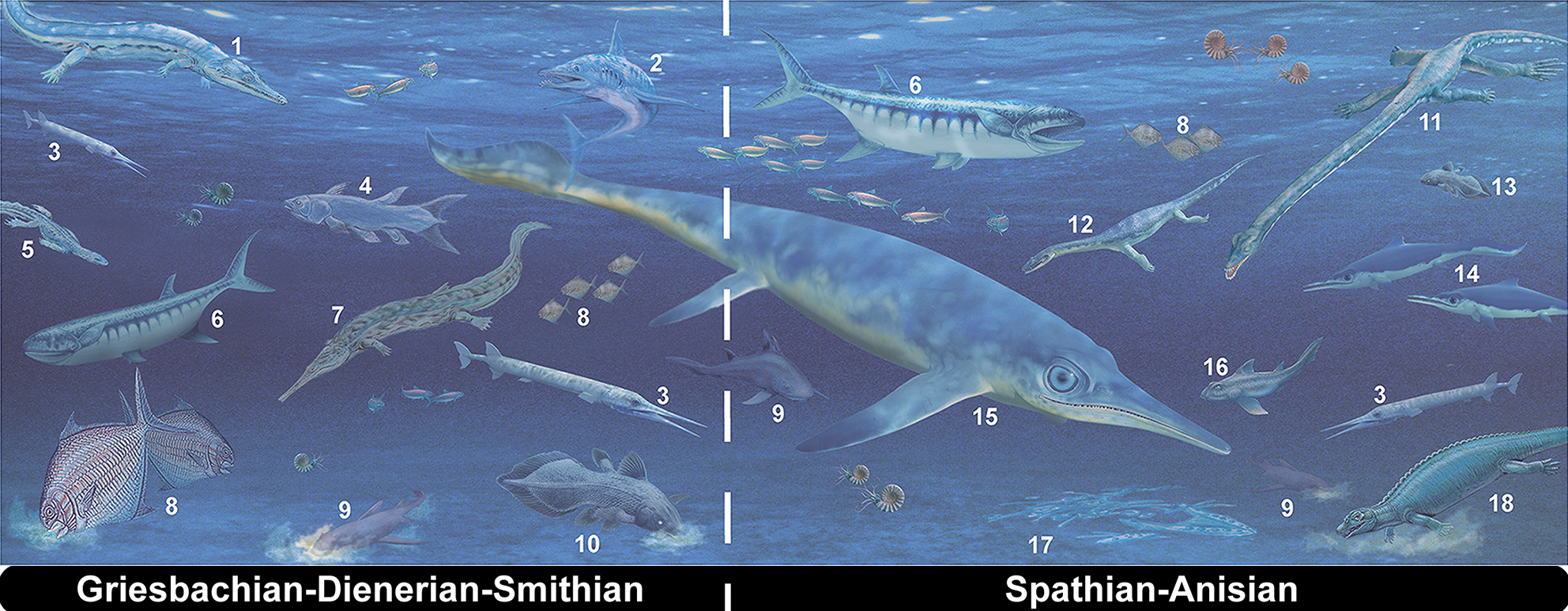
Mariene gewervelde apex-predators van het Vroeg Trias.

In het water waren zoveel algen-etende soorten  uitgestorven, dat in het Vroeg-Trias kortstondig  stromatolieten, kolonies van algen, voorkwamen. In de benthische zone werden gastropoden en bivalven aan het begin van het Trias belangrijker. Onder de ammonieten waren veel soorten uitgestorven tijdens de Perm-Trias-extinctie, maar uit een enkel overlevend geslacht ontstonden vele nieuwe soorten. Een andere groep die profiteerde van de vrijgekomen niches was die van de zee-egels, die in het Paleozoïcum relatief onbelangrijk was maar zich vanaf het Trias verbreidde.
Hoewel koralen in het Vroeg-Trias moesten herstellen van de massa-extinctie, verscheen ook hier een nieuwe, modernere groep, de Hexacorralia. In de loop van het Trias werden de riffen steeds groter en ook soortenrijker, hoewel ze relatief klein waren vergeleken met de riffen uit het Devoon of van tegenwoordig.
Slechts weinig families onder de vissen hadden de massa-extinctie overleefd waardoor er weinig diversiteit onder vissen was in het Trias. In het water levende reptielen van het Trias waren bijvoorbeeld Nothosauria (zoals de Pachypleurosauridae en Nothosauroidea uit het Midden-Trias van de Tethysoceaan), Placodontia, de eerste Plesiosauria, Thalattosauria (zoals Askeptosaurus) en de succesvolle Ichthyosauria, die in het Vroeg-Trias verschenen en waarvan sommige soorten in het Laat-Trias zeer groot werden. Veel van deze reptielen kunnen met recht zeemonsters genoemd worden.

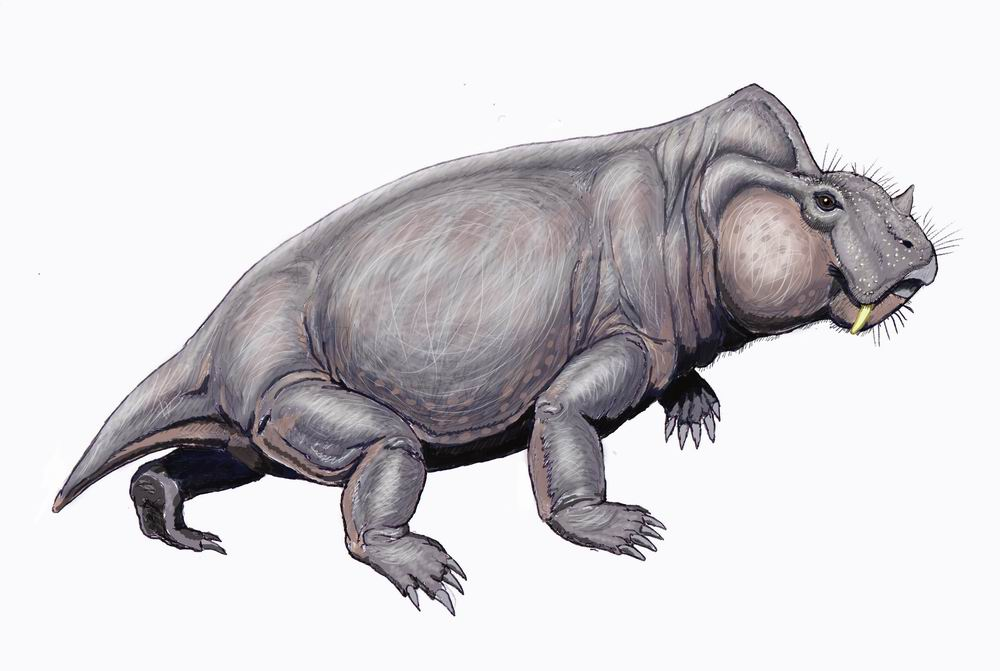
Rabidosaurus cristatus, een Triassische dicynodont uit Rusland.

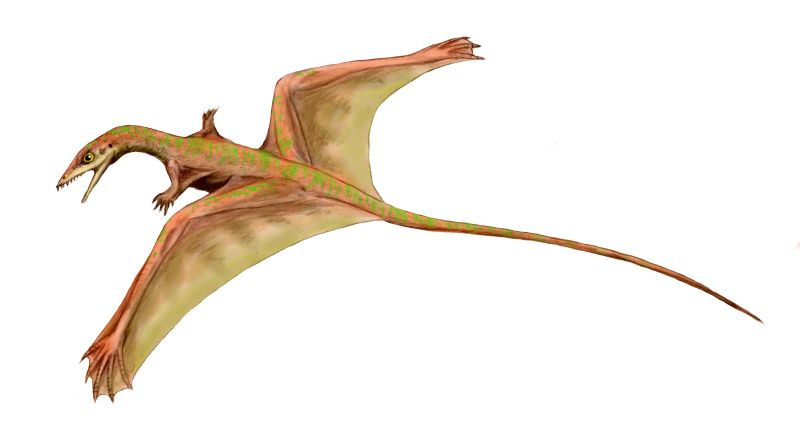
Sharovipteryx mirabilis, een prolacertiform uit het Onder-Trias

Nothosaurus, uit de Muschelkalk

### Landdieren
Een belangrijk gevolg van de Perm-Triasextinctie is geweest dat een tot dan onbelangrijke groep, de Archosauromorpha, de toch meer afgeleide therapsiden gedurende het Trias gingen vervangen. Dit wordt wel de Triassic take-over genoemd. Uit de Archosauromorpha kwamen de dinosauriërs voort, die gedurende de rest van het Mesozoïcum de niches voor grotere landdieren zouden domineren, terwijl de afstammelingen van de therapsiden, de zoogdieren, al die tijd vrij klein zouden blijven.
Onder de amfibieën waren in het Trias vooral de Temnospondyli dominant. Sommige groepen, zoals de Trematosauria, verdwenen na in het Vroeg-Trias op te zijn gekomen weer in de loop van het Trias. Andere groepen, zoals Capitosauria, bleven succesvol gedurende de hele periode of werden juist in het Laat-Trias succesvoller, zoals Plagiosauria of Metoposauria. De eerste Lissamphibia verschenen in het Trias, maar deze subklasse was tijdens het Trias nog zeldzaam, terwijl de Temnospondyli domineerden.
Bij de Amniota zouden zoals gezegd de Synapsida, die in het Perm dominant waren, steeds meer plaatsmaken voor de Archosauromorpha, vooral de Archosauria (waaronder de eerste dinosauriërs en hun voorouders). De archosauromorf Euparkeria was het een van de eerste reptielen die op twee achterpoten kon lopen. In het Vroeg-Trias (Olenekien en Anisien) van Gondwana waren de belangrijkste predators de synapside Cynognathus en de erythosuchiër Erythrosuchus. Dicynodontia zoals Kannemeyeriidae (waaronder Placerias) of Lystrosaurus en Cynodontia, waaronder de Gomphodontia, bleven gedurende het hele Trias belangrijke groepen planteneters. Aan het einde van het Trias waren de Synapsida echter een onbelangrijke groep geworden ten opzichte van de Archosauria. Onder de overgebleven Synapsida bevonden zich echter ook de eerste zoogdieren (een voorbeeld is Megazostrodon). Tijdens het Carnien (vroegste deel van het Laat-Trias) ontwikkelden deze eerste zoogdieren zich binnen de Cynodontia.
Rond dezelfde tijd (Carnien) ontwikkelden zich uit de tot dan toe onbelangrijke Ornithodira de eerste pterosauriërs (de eerste gewervelde dieren die konden vliegen) en dinosauriërs. Men neemt aan dat de laatste gemeenschappelijke voorouder van alle dinosauriërs op de Laat-Triassische vroege dinosauriër Eoraptor moet hebben geleken. Andere vroege dinosauriërs waren Herrerasaurus, Coelophysis, Pisanosaurus, Plateosaurus, Staurikosaurus en Procompsognathus. Hoewel sommige soorten tijdens het Trias rond de zes meter lang konden worden, verschenen de echt grotere dinosauriërs pas in het Jura.
Protoavis, waar slechts twee vondsten van bekend zijn, zou de oudst bekende vogel kunnen zijn, maar de meeste paleontologen plaatsen de eerste vogels veel later, in het Laat-Jura. Een andere belangrijke clade van de Archosauria waren de Crurotarsi, die tijdens het Laat-Trias hun grootste diversiteit bereikten. Voorbeelden zijn de Phytosauria, Aetosauria, Rauisuchia (bijvoorbeeld Postosuchus of Saurosuchus) en de eerste krokodilachtigen (de Sphenosuchia; een voorbeeld is Saltoposuchus). Andere basale Archosauromorpha die gedurende het Trias belangrijk waren, zijn de plantenetende Rhynchosauria en de insecten- of visetende Prolacertiformes.
Ook ontstonden in het Laat-Trias (in het Norien) de eerste schildpadden, voorbeelden zijn Odontochelys, Proganochelys en Proterochersis. Iets eerder (in het Carnien) verschenen de eerste Lepidosauromorpha. De Procolophonidae waren een belangrijke groep kleine planteneters, die op huidige hagedissen leken.

### Landplanten

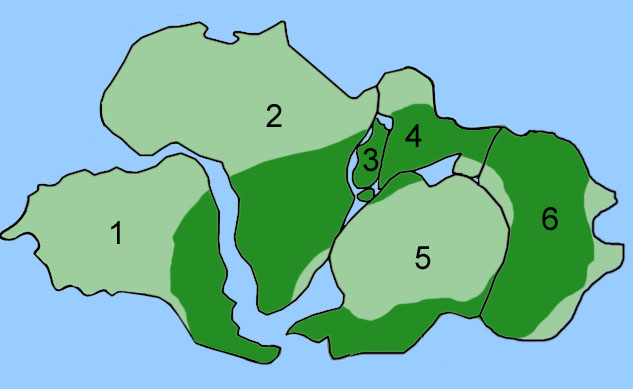
Voorkomen van Glossopteris over Gondwana. 1 Zuid-Amerika, 2 Afrika, 3 Madagaskar, 4 India, 5 Antarctica, 6 Australië.

Onder de planten had de Perm-Trias-extinctie minder hard toegeslagen, maar tijdens het Perm hadden klimaatsveranderingen ervoor gezorgd dat andere soorten dominant werden. In het Paleozoïcum dominante soorten die hier het slachtoffer van werden waren bijvoorbeeld lycophyta, equitopsida en cordaites, terwijl varens ook in het Trias dominant aanwezig waren. De zaadvarens (zoals glossopteridales) kwamen ook nog voor, maar zouden aan het einde van het Trias uitsterven. Behalve varens was de Triassische flora rijk in naaktzadigen als coniferen, ginkgo's, bennettitales en palmvarens. In Laurazië (het noordelijk deel van Pangea) groeiden vooral coniferen. De zuidelijke flora van Gondwana werd in het Vroeg-Trias gedomineerd door Glossopteris (een zaadvaren).

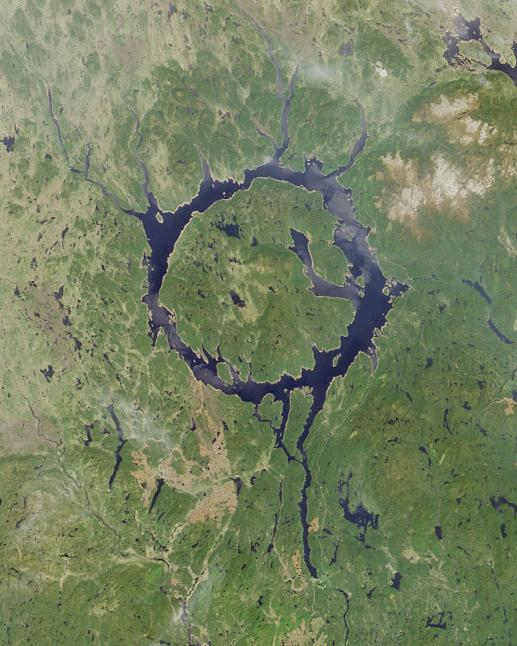
De inslagkrater bij het Manicouagan Reservoir in Quebec werd zo'n 214 Ma geleden gevormd, aan het einde van het Trias. Hoewel de inslag een grote catastrofe was, kan dit niet de directe aanleiding zijn geweest voor de Trias-Jura-extinctie rond 202 Ma.

### Trias-Jura-extinctie
Het Trias eindigde, net als het begonnen was, met een grote massa-extinctie, hoewel deze een stuk minder desastreus was dan de Perm-Trias-extinctie. De Trias-Jura-extinctie sloeg vooral toe in de zeeën: de Conodonta en veel zeereptielen verdwenen, hoewel de ichthyosauriërs en plesiosauriërs de gebeurtenis overleefden. Veel soorten ongewervelden als brachiopoden, gastropoden en mollusken stierven uit. Ongeveer 22% van alle mariene families en de helft van alle geslachten verdween.
Hoewel de Trias-Jura-extinctie op het land minder hard toesloeg, verdwenen onder de grotere reptielen een aantal belangrijke klassen Crurotarsi, een aantal grotere labyrinthodontia amfibieën, groepen kleinere reptielen en een groot aantal synapsiden (hoewel de zoogdieren overleefden). Sommige van de eerste vroege dinosauriërs stierven ook uit, maar andere soorten overleefden om zich in het Jura verder te ontwikkelen. Onder de planten overleefden onder andere veel soorten coniferen en cycadeioden.
Het is niet zeker wat de oorzaak is geweest van de Trias-Jura-extinctie. Duidelijk is dat rond 208-213 miljoen jaar geleden grootschalig vulkanisme voorkwam, geassocieerd met het opbreken van Pangea. Anders mogelijke oorzaken zijn wereldwijde klimaatsverandering (naar een kouder klimaat) of zelfs een meteorietinslag. De inslag wordt in verband gebracht met een krater bij het Manicouagan Reservoir in Quebec (Canada). Datering van in de krater gevormde zirkonen (door middel van de uranium-loodmethode) wijst echter uit dat deze inslag rond 214 Ma plaatsvond, meer dan 10 miljoen jaar voor de Trias-Jura-overgang. Daarom lijkt de inslag niet de directe aanleiding voor de massa-extinctie te zijn.

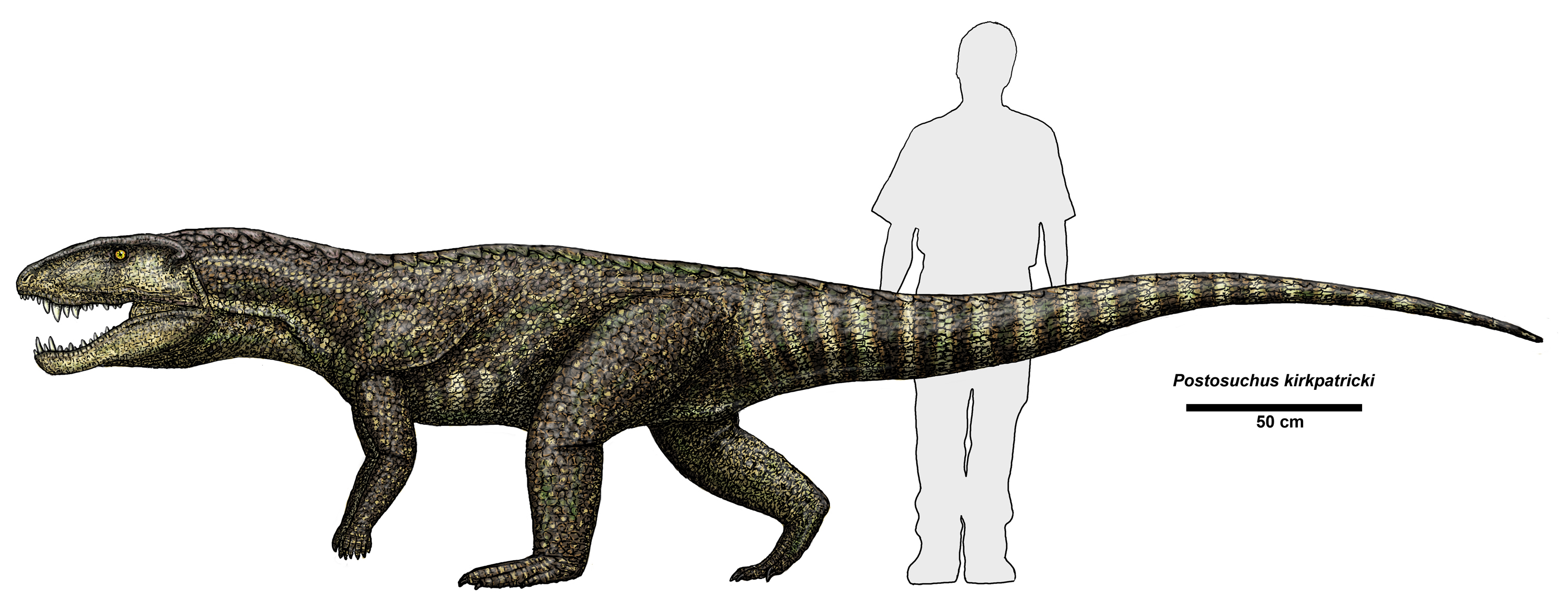
Postosuchus
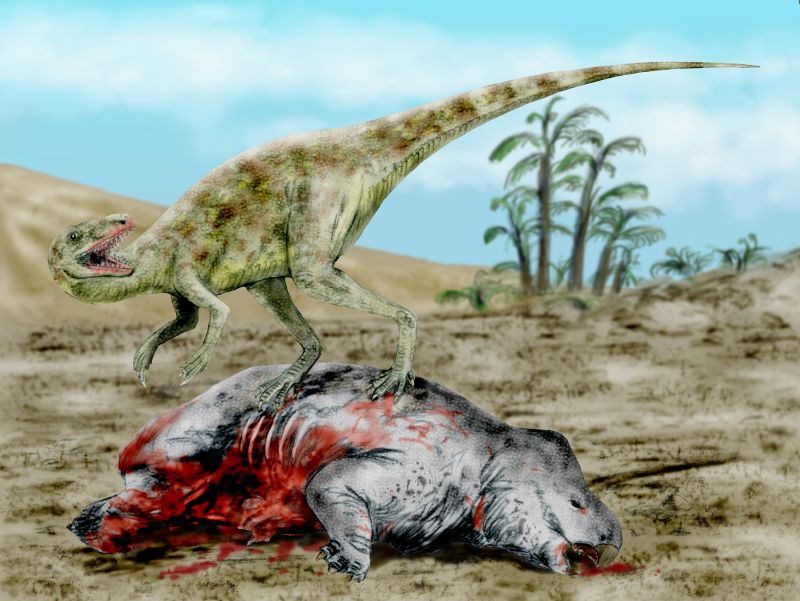
Staurikosaurus
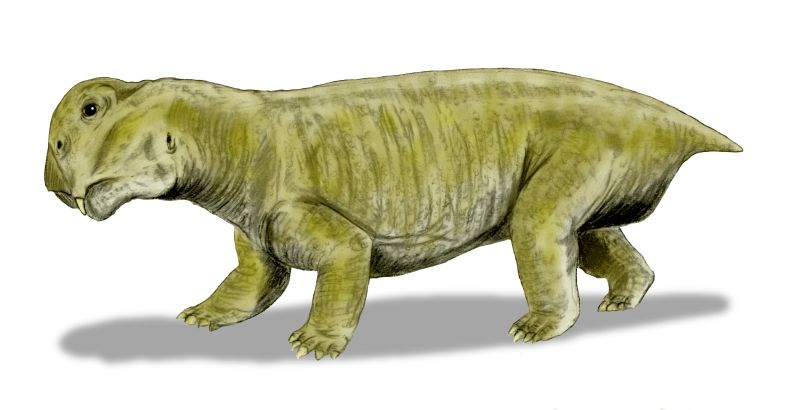
Lystrosaurus
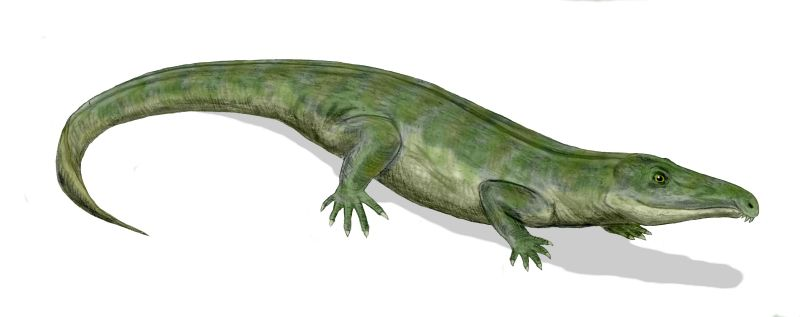
Proterosuchus
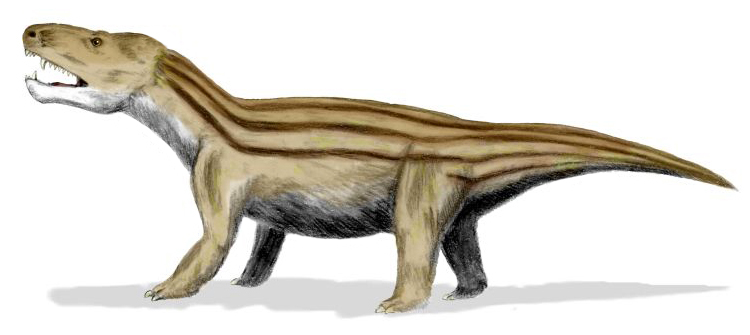
Cynognathus
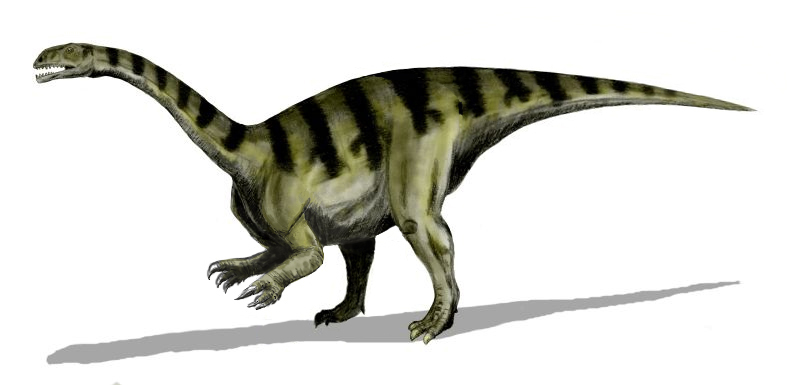
Plateosaurus
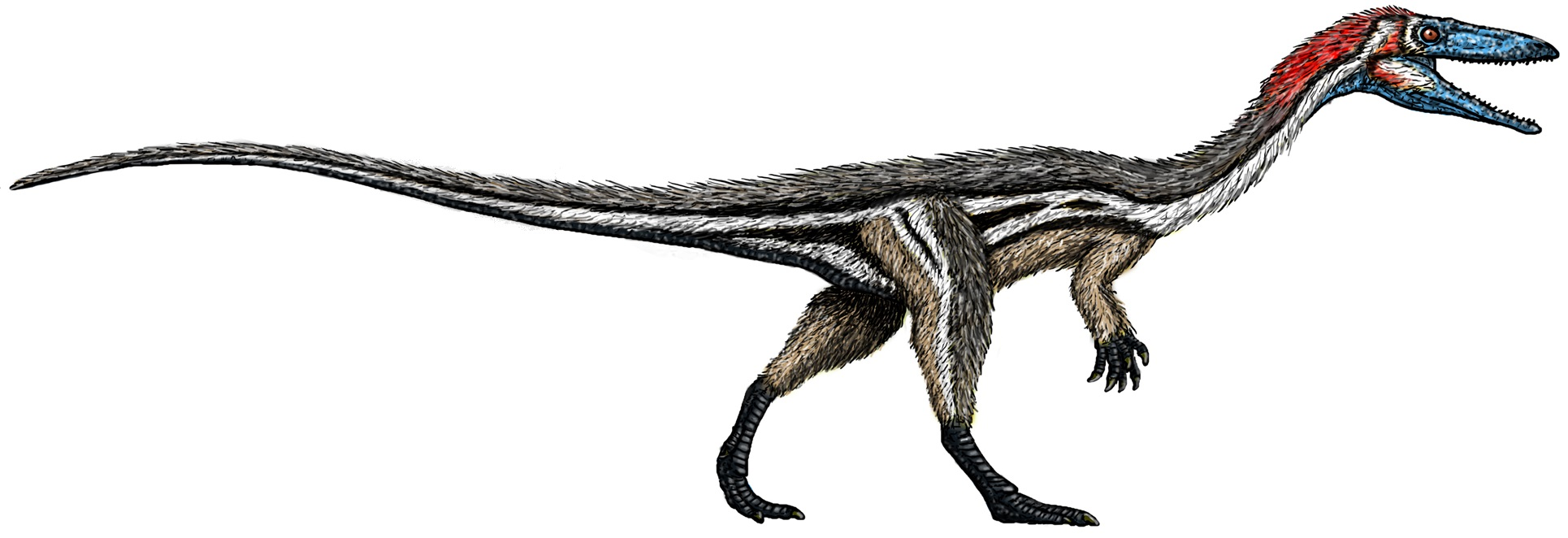
Coelophysis
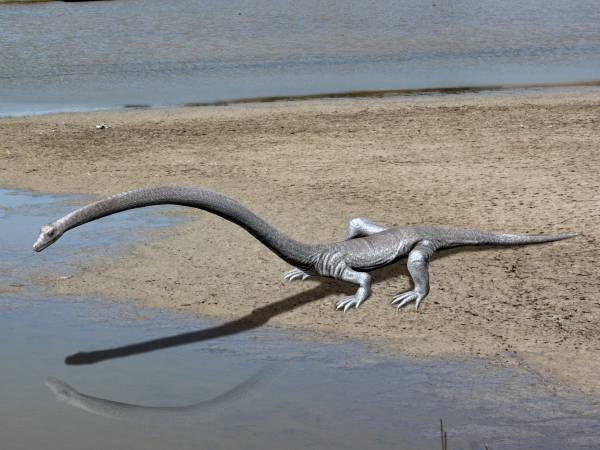
Tanystropheus longobardicus